# Gustavo Giagnoni
Gustavo Giagnoni (Olbia, 1932. március 23. – Folgaria, 2018. augusztus 7.) olasz labdarúgó, hátvéd, edző.

## Pályafutása

### Játékosként
1952 és 1955 között az Olbia, 1955 és 1957 között a Reggiana, 1957 és 1964 között a Mantova játékosa volt. Majd egy idényre ismét a Reggiana labdarúgója volt. Ezt követően visszatért a Mantovához, ahol 1968-as visszavonulásáig játszott.

### Edzőként
1968–69-ben a Mantova ifjúsági csapatának az edzője volt, majd 1969 és 1971 között az első csapat vezetőedzőjeként tevékenykedett. 1971-től az élvonalban dolgozott. 1971 és 1974 között a Torino, 1974 és 1976 között az AC Milan, 1976–77-ben a Bologna, 1977 és 1979 között az AS Roma szakmai munkáját irányította. 1979 és 1992 között edzőként dolgozott még a Pescara, az Udinese, a Perugia, a Cagliari, a Palermo és a Cremonese csapatainál. 1992–93-ban a Mantova technikai igazgatója volt.

## Sikerei, díjai

### Játékosként
Reggiana
- Olasz bajnokság – negyedosztály (Serie IV)
  - bajnok: 1955–56

 Mantova
- Olasz bajnokság – harmadosztály (Serie C)
  - bajnok: 1958–59

### Edzőként
Mantova
- Olasz bajnokság – másodosztály (Serie B)
  - bajnok: 1970–71
- Olasz bajnokság – harmadosztály (Serie C)
  - bajnok: 1992–93